# Episodi di Shark - Giustizia a tutti i costi (prima stagione)
La prima stagione della serie televisiva Shark - Giustizia a tutti i costi è stata trasmessa negli Stati Uniti dalla CBS dal 21 settembre 2006 al 21 maggio 2007.
In Italia è andata in onda su Rete 4 dal 5 gennaio all'8 marzo 2008, su Fox Crime dall'11 febbraio all'8 luglio 2009 e su Iris dal 14 aprile al 23 giugno dello stesso anno.
Su Rete 4, l'episodio 17 La pallottola mancante è stato trasmesso dopo l'episodio 19 Omicidio a luci rosse. Anche Fox Crime ha mandato in onda l'episodio 17 dopo l'episodio 19. La lista segue gli episodi originali. Gli episodi 20-22, mai trasmessi da Rete 4, sono andati in onda, in anteprima, sul canale digitale terrestre gratuito Iris martedì 16 giugno 2009 alle 23.30 e martedì 23 giugno 2009 alle 22.40.
| nº | Titolo originale                      | Titolo italiano          | Prima TV USA      | Prima TV Italia  |
| -- | ------------------------------------- | ------------------------ | ----------------- | ---------------- |
| 1  | Pilot                                 | Il manuale del vincitore | 21 settembre 2006 | 5 gennaio 2008   |
| 2  | LAPD Blue                             | Traffico di droga        | 28 settembre 2006 | 5 gennaio 2008   |
| 3  | Dr. Feelbad                           | Scomparsa                | 5 ottobre 2006    | 12 gennaio 2008  |
| 4  | Russo                                 | Morte a Malibù           | 12 ottobre 2006   | 12 gennaio 2008  |
| 5  | In the Grasp                          | Violenza di gruppo       | 19 ottobre 2006   | 19 gennaio 2008  |
| 6  | Fashion Police                        | Alta moda                | 2 novembre 2006   | 19 gennaio 2008  |
| 7  | Déjà Vu All Over Again                | Non è mai troppo tardi   | 9 novembre 2006   | 26 gennaio 2008  |
| 8  | Love Triangle                         | Un amore difficile       | 16 novembre 2006  | 26 gennaio 2008  |
| 9  | Dial M for Monica                     | Digita M per Monica      | 23 novembre 2006  | 2 febbraio 2008  |
| 10 | Sins of the Mother                    | Doppia identità          | 7 dicembre 2006   | 2 febbraio 2008  |
| 11 | The Wrath of Khan                     | Nella rete di Khan       | 14 gennaio 2007   | 4 febbraio 2008  |
| 12 | Wayne's World                         | Conosci il tuo nemico    | 18 gennaio 2007   | 4 febbraio 2008  |
| 13 | Teacher's Pet                         | Plagio                   | 1º febbraio 2007  | 9 febbraio 2008  |
| 14 | Starlet Fever                         | Circolo vizioso          | 8 febbraio 2007   | 9 febbraio 2008  |
| 15 | Here Comes the Judge                  | Arriva il giudice        | 15 febbraio 2007  | 16 febbraio 2008 |
| 16 | Blind Trust                           | Fiducia cieca            | 22 febbraio 2007  | 16 febbraio 2008 |
| 17 | Backfire                              | La pallottola mancante   | 29 marzo 2007     | 15 marzo 2008    |
| 18 | Trial By Fire                         | L'innocente              | 5 aprile 2007     | 23 febbraio 2008 |
| 19 | Porn Free                             | Omicidio a luci rosse    | 12 aprile 2007    | 8 marzo 2008     |
| 20 | Fall from Grace                       | Pirateria informatica    | 19 aprile 2007    | 16 giugno 2009   |
| 21 | Strange Bedfellows                    | Strani compagni          | 26 aprile 2007    | 23 giugno 2009   |
| 22 | Wayne's World 2: Revenge of the Shark | La vendetta dello squalo | 3 maggio 2007     | 23 giugno 2009   |

## Il manuale del vincitore
- Titolo originale: Pilot
- Diretto da: Spike Lee
- Scritto da: Ian Biederman

### Trama
Sebastian Stark, avvocato difensore di Gordin Brook, dopo l'omicidio di Dina Brook diventa un pubblico ministero su proposta del sindaco della città. Dovrà però formare un ufficio composto da Raina Troy, Madeleine Poe, Martin Allende e Casey Woodland, ancora avvocati inesperti. Il capo di Stark è Jessica Devilin, procuratore distrettuale della città di Los Angeles. Stark inizia perciò il suo primo caso dalla parte dell'accusa proprio contro quello che è stato il suo ultimo cliente come avvocato difensore. C'è solo un problema. Stark non rispetta sempre le leggi e perciò rischia spesso la radiazione o la galera. Stark ha anche una figlia: Julie Stark, che dovrà scegliere, dato che ha raggiunto i 16 anni, con quale dei due genitori vivere sino alla maggiore età.

## Traffico di droga
- Titolo originale: LAPD Blue
- Diretto da: Rod Holcomb
- Scritto da: Ian Biederman

## Scomparsa
- Titolo originale: Dr. Feelbad
- Diretto da: John Showalter
- Scritto da: Keith Eisner

## Morte a Malibù
- Titolo originale: Russo
- Diretto da: Ron Lagomarsino
- Scritto da: Kevin Falls

## Digita M per Monica
- Titolo originale: Dial M for Monica
- Diretto da: Steve Gomer
- Scritto da: Ian Biederman

## Doppia identità
- Titolo originale: Sins of the Mother
- Diretto da: Robert Lieberman
- Scritto da: Yolanda Lawrence

## Nella rete di Khan
- Titolo originale: The Wrath of Khan
- Diretto da: Kate Woods
- Scritto da: Keith Eisner

## Conosci il tuo nemico
- Titolo originale: Wayne's World
- Diretto da: Chris Misiano
- Scritto da: Bill Chais (soggetto); Ian Biederman (sceneggiatura)

## Plagio
- Titolo originale: Teacher's Pet
- Diretto da: Rod Holcomb
- Scritto da: Bill Chais e Kevin Falls

## Circolo vizioso
- Titolo originale: Starlet Fever
- Diretto da: Adam Davidson
- Scritto da: Jacob Epstein

## Arriva il giudice
- Titolo originale: Here Comes the Judge
- Diretto da: Steve Gomer
- Scritto da: Ken Woodruff

## Fiducia cieca
- Titolo originale: Blind Trust
- Diretto da: Marcos Siega
- Scritto da: Devon Greggory

## La pallottola mancante
- Titolo originale: Backfire
- Diretto da: Anthony Hemingway
- Scritto da: Ted Humphrey

## L'innocente
- Titolo originale: Trial By Fire
- Diretto da: Paul Holahan
- Scritto da: Ian Biederman

## Omicidio a luci rosse
- Titolo originale: In the Grasp
- Diretto da: Steven DePaul
- Scritto da: Devon Greggory

### Trama
L'avvocato Stark è alle prese con un reo confesso di omicidio. La vittima era un produttore di film porno. Come sempre, "Shark" con l'aiuto della sua équipe, arriverà a scoprire cosa sia veramente accaduto e perché. Intanto il rapporto fra Stark e sua figlia Julie si fa problematico....dopo un litigio trova, nascosti in camera di Julie, alcuni spinelli.

## Pirateria informatica
- Titolo originale: Fashion Police
- Diretto da: Arvin Brown
- Scritto da: Bill Chais

### Trama
Julie una sera rientra a casa con notevole ritardo e Stark, dopo averla sgridata le dice che l'indomani passerà a prenderla a scuola per farle conoscere una persona. Vengono interrotti da una telefonata con cui lo informano dell'uccisione di un professore di informatica della California University, Victor Burke, gettato dalla finestra di un palazzo. Perquisendo l'ufficio del prof. Burke, Stark trova una scatola di sigari piena di soldi. Rayna, interrogando la moglie, scopre che i coniugi avevano problemi di denaro in quanto la loro figlioletta deve subire un intervento al cuore. La moglie riconosce dall'elenco degli inquilini del palazzo, un suo spasimante dei tempi del college, Brandon. Viene perquisito il suo appartamento e si scopre che è la scena del crimine ma Brandon non si trova. Nel frattempo Stark porta sua figlia Julie in prigione per farle conoscere Erik Barrow, di 19 anni, condannato per triplice omicidio. Eric racconta a Julie che una sera, dopo una festa, guidando la macchina di suo padre e andando in giro con gli amici, bevendo birra e fumando spinelli aveva investito e ucciso tre persone.
Finalmente trovano Brandon che racconta che il prof. Burke l'aveva aiutato, dietro compenso, a trovare il sistema di imbrogliare sulle macchine di video poker dei fratelli Lundy, già noti alla procura che tenta di incastrarli per gioco d'azzardo da parecchio tempo. Ma quando i fratelli Lundy li avevano scoperti, lui aveva chiesto i soldi al padre e li aveva rimborsati. Dice anche che da quando il professore è morto lui non ha più notizie della sua fidanzata Nina. Come sempre Stark e i suoi riusciranno a sbrogliare la matassa e ad assicurare i colpevoli alla giustizia.

## Strani compagni
- Titolo originale: Déjà Vu All Over Again
- Diretto da: Rod Holcomb
- Scritto da: Michael Oates Palmer

### Trama
Jackie Buckner è un bambino scomparso. Dopo quattro anni dal presunto rapimento viene ritrovato. Ora si chiama Billy Wallace e vive con suo "padre". Il bambino viene restituito ai veri genitori, ma sembra non essere felice di questo, e il presunto rapitore viene arrestato. Poco dopo Jackie scompare ancora. Il rapitore accusa i genitori di Jackie di abusi sul bambino e spiega che l'ha sottratto proprio per salvarlo. I genitori negano. Stark continua le indagini e tramite un amico di "Billy" riesce a trovarlo ma trova anche..... Ovviamente alla fine la giustizia trionfa.

## La vendetta dello squalo
- Titolo originale: Love Triangle
- Diretto da: John Showalter
- Scritto da: Mimi Schmir (soggetto); Ian Biederman (sceneggiatura)

### Trama
In questo episodio si rivede Wayne Callison, il serial killer che Stark non è riuscito a far condannare. Una ragazza viene trovata morta e ha gli stessi tagli sulle gambe delle ragazze uccise in precedenza. "Shark" sa che il responsabile è Callison, che nel frattempo ha scritto un libro su come abbia sconfitto il procuratore distrettuale. Stark perseguita Wayne in ogni modo e trova un testimone che dichiara di averlo visto sulla scena del crimine. L'ossessione di Stark verso Callison lo porta a compiere un passo falso che porterà il giudice a estrometterlo dal caso. Stark chiede insistentemente a Jess, la sua collega e amica procuratore dimissionaria, di occuparsene e alla fine la convince. Il processo volge al termine; il colpevole viene assicurato alla giustizia ma alla fine ci sarà un grosso colpo di scena.